# وامكوه
فامكوه (بالإنجليزية: Vamkuh)‏ هي منطقة سكنية تقع في إيران في Baraghan Rural District. يقدر عدد سكانها بـ 12 نسمة .